# Mierzączka Duża
Mierzączka Duża [pronunciación en polaco: /mjɛˈʐɔnt͡ʂka ˈduʐa/] es un pueblo en el distrito administrativo de Gmina Dłutów, dentro del condado de Pabianice, Voivodato de Łódź, en el centro de Polonia. Se encuentra a unos 6 kilómetros al oeste de Dłutów, 11 kilómetros suroeste de Pabianice, y 27 kilómetros suroeste de la capital regional Łódź.
El pueblo tiene una población aproximada de 190 habitantes.